# Lassie (serie televisiva 1954)
Lassie è una serie televisiva statunitense trasmessa dal 1954 al 1973. Le prime 17 stagioni della serie furono trasmesse dal canale CBS mentre le ultime 2 furono trasmesse in syndication.

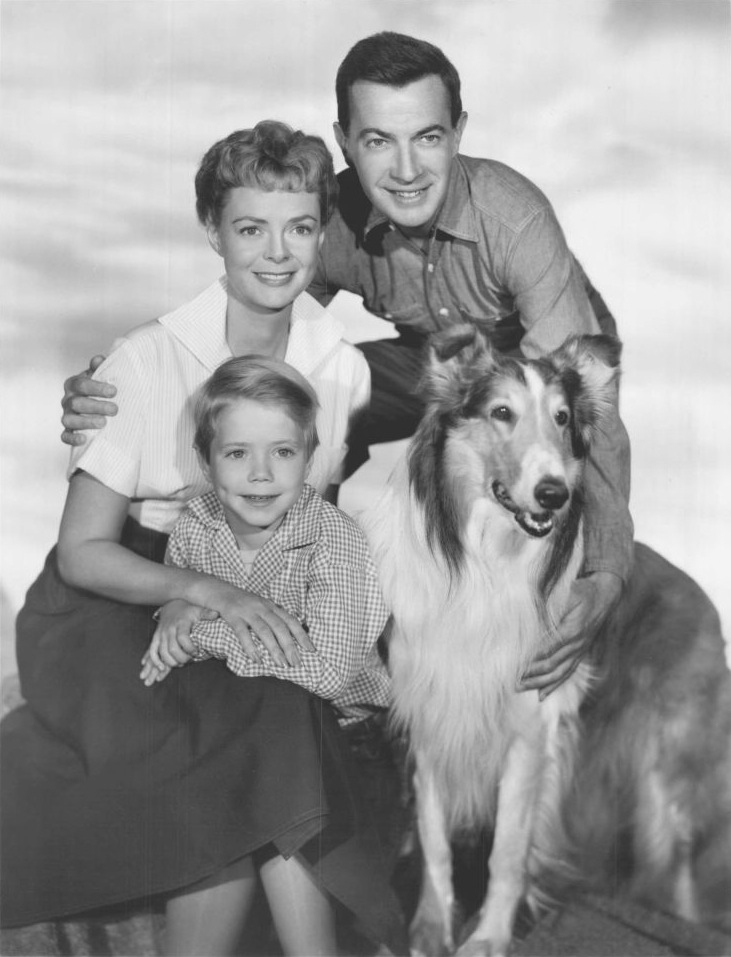
Il cast principale della serie dal 1958 al 1964: June Lockhart, Hugh Reilly, Jon Provost e Lassie, in una foto del 1960

Fu la prima importante serie televisiva ad avere come protagonista un attore bambino. Per il soggetto si andò sul sicuro. Il binomio cane-bambino era da tempo un prodotto di successo nel cinema. Il personaggio di "Lassie" era stato reso popolare da un racconto di Eric Knight pubblicato nel 1940, su cui si era basato il film Torna a casa, Lassie! (1943) con Roddy McDowall, che aveva generato numerosi sequel. Per il ruolo del piccolo protagonista si scelse Tommy Rettig, che alle spalle aveva già una lunga ed importante carriera cinematografica. Nel corso della quarta stagione Tommy consegnerà il testimone al piccolo Jon Provost, che lo porterà avanti per altre sei stagioni. Poi per le seguenti 9 stagioni lo show esplorerà altre strade, in cui Lassie sarà fatto interagire con molteplici soggetti e non con un unico padroncino. 
Sia "Jeff Miller" (Tommy Rettig) sia "Timmy Martin" (Jon Provost) sono orfani (l'uno di padre, l'altro di entrambi i genitori), secondo una tendenza che è comune in quasi tutte le serie televisive del periodo che abbiano per protagonista un ragazzino e il suo cane (o il suo cavallo o entrambi), da Le avventure di Rin Tin Tin con Lee Aaker a Furia con Bobby Diamond.

## Trama
La serie segue le avventure di un collie chiamato Lassie, ed è una delle più lunghe serie drammatiche televisive. È ambientata in una fattoria nelle prime 10 stagioni, in seguito nella sede delle guardie forestali e nuovamente in una fattoria nelle ultime due stagioni.
Inizialmente, Lassie è compagna d'avventure di Jeff, un orfano di guerra che vive con la madre e il nonno a Calverton, (immaginaria località degli Stati Uniti), i quali si trasferiscono dopo la morte dell'anziano. La famiglia Martin, che acquista la fattoria, adotta inoltre Timmy, un bambino a cui Jeff lascia Lassie il giorno del trasloco. In seguito, i Martin emigrano in Australia e lasciano la cagna al loro vicino Cully, per evitarle la quarantena di sei mesi prevista dallo Stato australiano. Cully, causa attacchi di cuore, non può continuare ad occuparsi di Lassie, che viene presa in custodia da Corey e poi da altre due guardie. Dopo aver passato una stagione senza padroni, Lassie si stabilisce all'Holden Ranch, una fattoria sede di un centro per bambini in difficoltà. Una caratteristica di Lassie è che aiuta e salva gli altri animali oltre agli uomini, specialmente negli episodi in cui i suoi padroni sono guardie forestali.

## Interpreti di Lassie

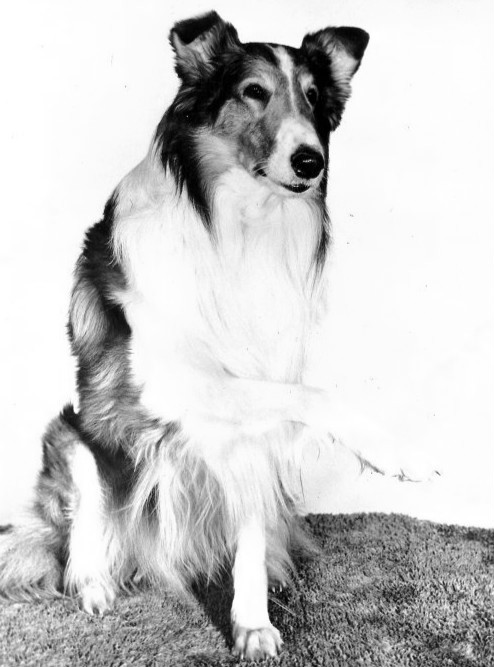
Lassie, in una foto del 1956

Nel corso delle 19 stagioni della serie, Lassie è stata interpretata da sei collies maschi, pur essendo nella finzione una femmina. Cinque dei sei Lassie erano discendenti di Pal, il Lassie dei film della MGM. Più grandi delle femmine, i maschi sono stati scelti in quanto di maggior effetto sulla pellicola e perché mutano il pelo una sola volta l'anno, anziché due come le femmine.

## Le serie successive
Le vicende della serie sono proseguiti nella serie Lassie (The New Lassie, 1989-1991). Nel 1997 ne è stata realizzata un'ulteriore, Lassie (1997-1999), remake della precedente.
In Italia la 18ª e la 19ª stagione furono mandate in onda con il titolo Le nuove avventure di Lassie.

## Episodi
| Stagione                 | Episodi | Prima TV originale | Prima TV Italia |
| ------------------------ | ------- | ------------------ | --------------- |
| Prima stagione           | 26      | 1954-1955          |                 |
| Seconda stagione         | 38      | 1955-1956          |                 |
| Terza stagione           | 39      | 1956-1957          |                 |
| Quarta stagione          | 40      | 1957-1958          |                 |
| Quinta stagione          | 39      | 1958-1959          |                 |
| Sesta stagione           | 37      | 1959-1960          |                 |
| Settima stagione         | 36      | 1960-1961          |                 |
| Ottava stagione          | 36      | 1961-1962          |                 |
| Nona stagione            | 32      | 1962-1963          |                 |
| Decima stagione          | 29      | 1963-1964          |                 |
| Undicesima stagione      | 33      | 1964-1965          |                 |
| Dodicesima stagione      | 32      | 1965-1966          |                 |
| Tredicesima stagione     | 30      | 1966-1967          |                 |
| Quattordicesima stagione | 28      | 1967-1968          |                 |
| Quindicesima stagione    | 28      | 1968-1969          |                 |
| Sedicesima stagione      | 21      | 1969-1970          |                 |
| Diciassettesima stagione | 27      | 1970-1971          |                 |
| Diciottesima stagione    | 20      | 1971-1972          |                 |
| Diciannovesima stagione  | 24      | 1972-1973          |                 |

## Personaggi
The Miller Years (1954-1957):
- Tommy Rettig è "Jeff Miller", un ragazzino di 11 anni, primo padroncino di Lassie. -- 116 episodi (1954-1957)
- Jan Clayton è "Ellen Miller", madre di Jeff e proprietaria di una fattoria. È rimasta vedova in guerra. -- 117 episodi (1954-1957)
- George Cleveland è "George 'Gramps' Miller", il nonno di Jeff. -- 116 episodi (1954-1957)
- Arthur Space è "Dr. Frank Weaver" -- 41 episodi (1955-1964)
- Joey D. Vieira (Donald Keeler) è "Sylvester 'Porky' Brockway", un amico di Jeff. -- 91 episodi (1954-1957)
- Florence Lake è "Jenny" -- 20 episodi (1954-1964)
- House Peters, Jr. è "Sheriff Billings" -- 12 episodi (1956-1966)

The Martin Years (1957-1964):
- Jon Provost è "Timmy Martin", nuovo padroncino di Lassie, affidatagli da Jeff che nel corso della quarta stagione trasloca in città. Timmy è un orfano che sarà quindi adottato dai Martin. Provost risulta l'attore con il maggior numero di presenze dell'intera serie. -- 249 episodi (1957-1964)
- June Lockhart è "Ruth Martin", madre adottiva di Timmy. L'attrice subentra a Cloris Leachman che per una stagione e 28 episodi (1957-1958) aveva interpretato il personaggio -- 207 episodi (1958-1964)
- Hugh Reilly è "Paul Martin", padre adottivo di Timmy, divenuto il nuovo padrone della fattoria, messa in vendita dai Miller. L'attore subentra a Jon Shepodd che per una stagione e 29 episodi (1957-1958) aveva interpretato il personaggio. -- 170 episodi (1958-1964)
- George Chandler è "Petrie J. Martin", zio di Paul -- 59 episodi (1956-1959)
- Andy Clyde è "Cully Wilson", un anziano vicino dei Martin. -- 31 episodi (1959-1964)
- Dick Foran è "Fire Chief Ed Washburne" -- 7 episodi (1961-1964)
- Kelly Junge, Jr. è "Scott Richards" -- 13 episodi (1958)
- Linda Wrather è "Wilhelmina 'Willy' Brewster" -- 12 episodi (1957-1961)
- Robert Foulk è "Sheriff H. Miller" -- 24 episodi (1954-1970)
- Carla Balenda è "Amy Hazlit" -- 16 episodi (1958-1963)
- Todd Ferrell è "Boomer Bates" -- 26 episodi (1958-1959)

The Ranger Years (1964-1970):
- Robert Bray è "Corey Stuart", guardia forestale, diventa padrone di Lassie quando la famiglia Martin si trasferisce in Australia. Ferito in un incendio, è poi sostituito da Bob e Scott. -- 118 episodi (1964-1968)
- Jack De Mave è "Bob Erickson", guardia forestale. -- 21 episodi (1968-1970)
- Jed Allan è "Scott Turner", guardia forestale. -- 26 episodi (1968-1970)
- Mark Miranda è "Andy Lopez" -- 16 episodi (1968-1973)
- Darwin Joston è "Ed". -- 2 episodi (1966-1968)

Lassie alone (1970-1971):
In questa stagione, uscite di scena le guardie forestali, Lassie non ha nessun padrone ed è l'unico personaggio fisso.
The Holden Ranch Years (1971-1973):
- Ron Hayes è "Garth Holden", direttore della fattoria Holden Ranch, dove ospita vari bambini abbandonati od orfani. -- 13 episodi (1971-1972)
- Larry Pennell è "Keith Holden", fratello di Garth. -- 21 episodi (1972-1973)
- Robert Burton è "Ron Holden", figlio di Garth. -- 16 episodi (1971-1972)
- Larry Wilcox è "Dale Mitchell", un amico di Ron. -- 24 episodi (1971-1973)
- Pamelyn Ferdin è "Lucy Baker", una ragazzina sorda. -- 15 episodi (1972-1973)
- Jay W. MacIntosh è "Elaine Baker". -- 5 episodi (1972-1973)
- Josh Albee è "Mike Bishop". -- 10 episodi (1971-1972)
- Karl Swenson è "Karl Burkholm" -- 3 episodi (1971-1972)
- Mark Miranda è "Andy Lopez" - 16 episodi (1968-1973)
- Radames Pera è "Willy Carson". -- 3 episodi (1972-1973)
- Joan Freeman e Sherry Boucher sono "Dr. Sue Lambert", rispettivamente in 6 (1965-1972) e 2 episodi (1971)
- Stuart Lee è "Lane". -- 8 episodi (1971-1972)

## Produzione

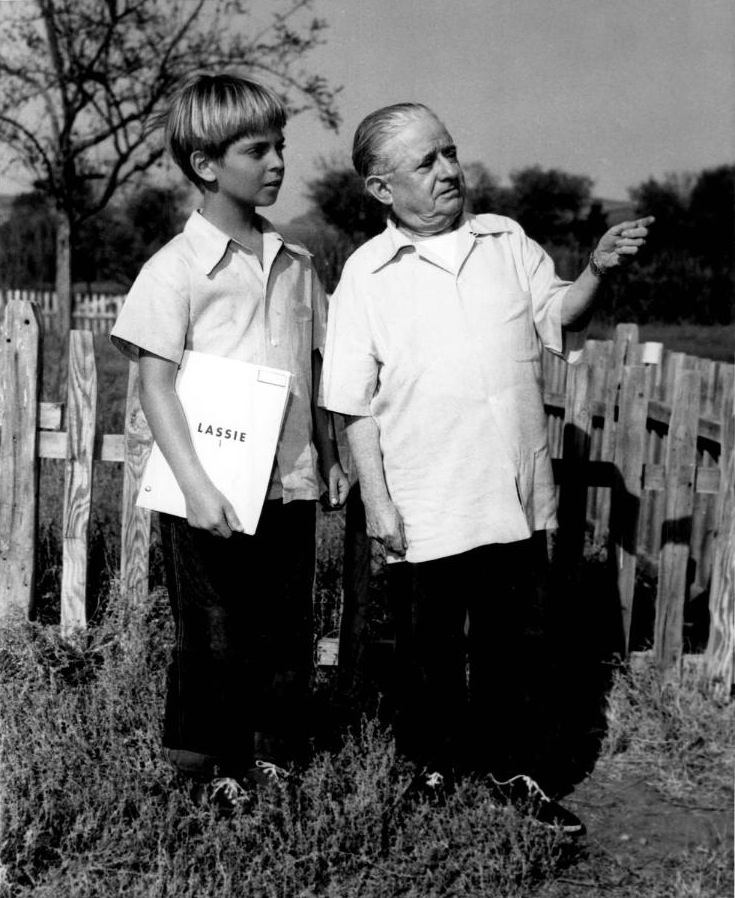
L'attore bambino Tommy Rettig, insieme alla sua controfigura, John Danabury, in una foto del 1953

Nel 1951, dopo sette film con Lassie come protagonista, la MGM annunciò che non intendeva produrne altri e Rudd Weatherwax, il proprietario di Pal, si mise d'accordo col produttore Robert Maxwell per iniziare una serie televisiva dedicata al suo cane; in realtà Pal fu usato solo nell'episodio pilota, prima di essere sostituito da altri cani nel ruolo di Lassie. Tommy Retting fu scelto per interpretare il suo padroncino Jeff Miller. Dopo tre stagioni Retting decise di ritirarsi dalle scene ed era troppo cresciuto per una parte da undicenne, inoltre l'attore George Cleveland, che recitava nel ruolo del nonno, morì improvvisamente nel 1957. I produttori (tra cui Jack Wrather che aveva comprato i diritti) fecero morire anche il suo personaggio e trasferirono Jeff e sua madre, facendoli uscire dalla serie. Nel 1964, Jon Provost (che interpretava Timmy Martin), non rinnovò tuttavia il suo contratto ed anche la famiglia Martin venne fatta trasferire. I produttori decisero di variare la serie dando a Lassie un padrone adulto, facendola lavorare al fianco di Corey (Robert Bray), una guardia forestale. Nel 1968 Robert Bray, causa problemi di alcolismo, si ritirò e il suo personaggio venne sostituito da due colleghi. La rete CBS ha annullato la serie nel 1971, che è tuttavia continuata fino al 1973 in Sindycation.
La serie fu prodotta da Robert Maxwell Associates e Wrather Productions e girata a Culver City e Los Angeles, in California. Altre località furono usate in singoli episodi nei "Ranger Years" in quanto le trame prevedevano vari viaggi da parte dei personaggi.

### Registi
Tra i registi sono accreditati:
- William Beaudine in 75 episodi (1960-1968)
- Hollingsworth Morse in 58 episodi (1959-1964)
- Lesley Selander in 54 episodi (1955-1959)
- Philip Ford in 51 episodi (1955-1958)

### Sceneggiatori
Tra gli sceneggiatori sono accreditati:
- Eric Knigth in 376 episodi (1954-1972)
- Eric Freiwald in 118 episodi (1959-1973)
- Robert Schaefer in 118 episodi (1959-1973)

## Sigle italiane
Sono quattro le sigle italiane della serie incise in Italia:
- 1978 - Guardando Lassie in TV, incisa da Christian De Sica nel 1977 ma depositata ufficialmente solo nel 1978,[7] utilizzata fino alla sedicesima stagione.[7][8]
- 1979 - Ciao Lassie, incisa da Georgia Lepore, utilizzata quando le ultime due stagioni della serie vennero trasmesse in Italia col titolo Le nuove avventure di Lassie.[8]
- 1981 - Sei forte Lassie, incisa da Luca & I Collies,[9] terza sigla della serie per il suo passaggio su Canale 5.[10]
- 1987 - Dolce Lassie, incisa da Giorgia nel 1987, ma depositata ufficialmente solo nel 1988,[11] utilizzata per tutte le repliche successive della serie[6] e per la seconda serie trasmessa in Italia sempre dal titolo Lassie.